# جاك لاميلواز
جاك لاميلواز (بالفرنسية: Jacques Lameloise)‏ (ولد في 6 أبريل 1947)، طاهٍ فرنسي، كان كبير الطهاة في مطعم ميزون اميلويسي الفرنسي (يعرف عادة لاميلواز) في شاغني، من عام 1979 حتى عام 2008. 
تخرّج لاميلواز من المدرسة العليا للمطبخ الفرنسي (ESCF) - فيراندي. 

## مطعم لاميلواز
المطعم حاصل على تصنيف ميشلان ثلاث نجوم .  يعتمد على تقديم المأكولات المحلية من منطقة برغوني.
كان لاميلواز من الجيل الثالث من الطهاة الذين أداروا المطعم. حصل جده بيير على نجمة ميشلين الثانية عام 1931.  كان والده جان يدير المطعم من عام 1944 إلى عام 1971 عندما تولى جاك منصبه. في عام 1979، حصل المطعم على النجم ميشلان الثالثة (في ذلك الوقت كان أصغر طاهٍ يحمل ثلاثة نجوم ميشلان).
منذ عام 2008، يتولى إدارة المطعم الشيف إريك براس.

## روابط خارجية

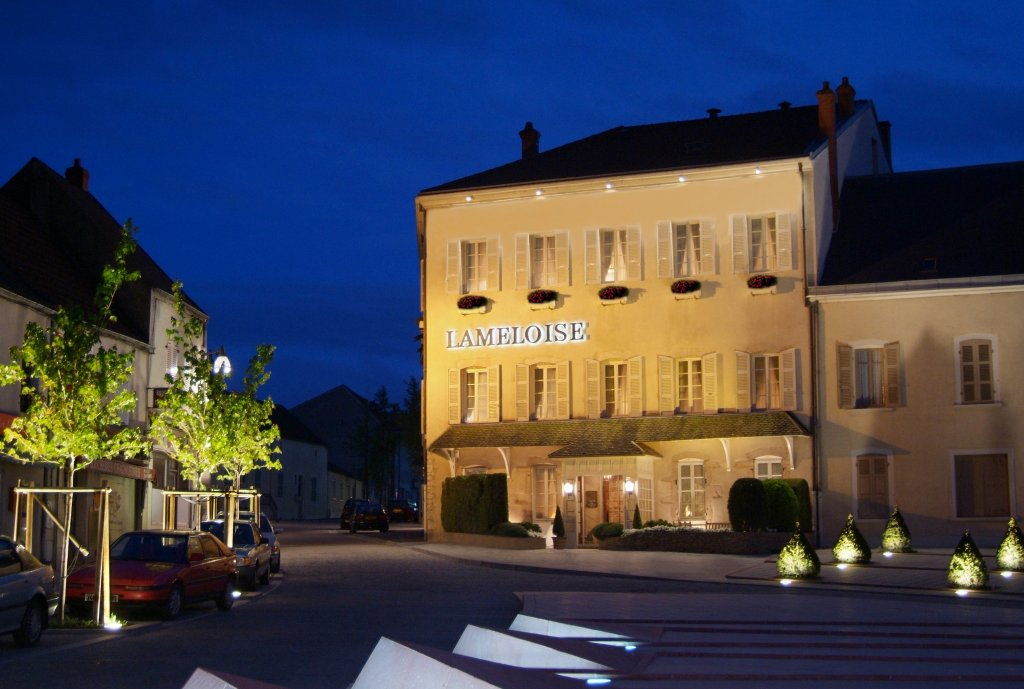
مطعم لاميلواز في شاغني

- الموقع الإلكتروني الرسمي (بالفرنسية)